# نظریه‌های خاستگاه صرب‌ها
صرب‌ها تاریخ خود را به مهاجرت‌های اولیه اسلاوها در قرون ششم و هفتم به جنوب شرقی اروپا نسبت می‌دهند. اسلاوهای اولیه پس از سکونت در بخش‌های مختلف بالکان، با جمعیت‌های بیزانسی محلی و دیگر شهروندان رومی سابق در هم آمیختند و نسل‌های بعدی آن‌ها به دولت‌های اسلاوی قرون وسطی در بالکان شکل دادند. نام‌های مختلفی برای صرب‌ها در منابع تاریخی ذکر شده است که برخی از آن‌ها به مناطقی غیر از بالکان و قفقاز اشاره دارند. به گفته برخی منابع، صرب‌ها از «صرب‌های سفید» در منطقه‌ای نزدیک به مرزهای امپراتوری بیزانس مهاجرت کرده‌اند.
مهاجرت صرب‌ها به بالکان طبق نوشته‌های تاریخ‌نگاران بیزانسی، به ویژه در کتاب "De Administrando Imperio"، بیان می‌شود که دو برادر از صرب‌های سفید به این منطقه مهاجرت کردند. بعدها صرب‌ها در مناطقی مانند تیرانا، ایبار و درینا در مرزهای کنونی صربستان، مونته‌نگرو و بوسنی و هرزگوین مستقر شدند و با قبایل اسلاوی دیگر و جمعیت بیزانسی ترکیب شدند. این ترکیب باعث شد که نام صرب به عنوان یک هویت مشترک برای آن‌ها در بالکان پذیرفته شود.

## نظریه‌ها
سه نظریه اصلی در مورد منشأ قوم صرب وجود دارد:
- نظریه ایرانی‌تبار بودن: نظریه ایرانی‌تبار بودن صرب‌ها معتقد است که کرواسی‌ها و صرب‌ها در قرن هفتم از مناطق سرمتی‌نشین در آسیای مرکزی به بالکان مهاجرت کردند و پس از تسلط بر اسلاوها، با آن‌ها آمیخته و به تدریج فرهنگ و زبان اسلاوی را پذیرفتند. به گفتهٔ این نظریه، نام‌های «کرواسی» و «صرب» از ریشه‌های ایرانی هستند و در ابتدا به عنوان نام مکان‌ها و سرکردگان شناخته می‌شدند. این گروه‌ها در نهایت با اسلاوهای بومی منطقه آمیختند و پس از گذشت زمان، تبدیل به قوم‌های اسلاوی شدند.[۱] این نظریه معتقد است که صرب‌ها از ساکنان قدیمی سَلمستان آسیایی در قفقاز شمالی بودند. طبق این نظریه، صرب‌های الانی تحت سلطه هون‌ها قرار گرفتند و پس از مرگ آتیلا، به استقلال رسیدند و در منطقه‌ای به نام «صربستان سفید» (در حال حاضر در آلمان شرقی) مستقر شدند. این گروه‌ها با جمعیت‌های اسلاو محلی آمیختند و نام صرب را به آن‌ها انتقال دادند.

نظریه‌های دیگر نیز وجود دارند که برخی از آن‌ها معتقدند صرب‌ها و کرواسی‌ها ممکن است به‌طور جزئی از اقوام سرمتی و سکایی باشند و در نهایت تحت تأثیر زبان و فرهنگ اسلاوی قرار گرفته‌اند. همچنین، برخی بر این باورند که پیش از مهاجرت‌های عمده به بالکان، اسلاوها در آن منطقه ساکن بوده‌اند و تنها گروه‌های سرمتی و ایرانی از خارج به این سرزمین‌ها آمده و اسامی قومی خود را به آن‌ها داده‌اند.
- نظریه بومی بودن: این نظریه ادعا می‌کند که صرب‌ها از ابتدا در بالکان و منطقه پانونیا ساکن بودند و مهاجرت آن‌ها به بالکان در قرن ششم و هفتم تنها جزئی بوده است. برخی معتقدند که نام «سربینوم» در پانونیا به همین صرب‌های بومی نسبت داده می‌شود.
- نظریه نیااسلاوی: طبق این نظریه، صرب‌ها از گروه‌های اسلاوی اولیه به نام‌های «آنتس» و «اسکلاونی» هستند که زبان مشترک داشتند. این گروه‌ها به احتمال زیاد در ابتدا به نام «اسپوروی» شناخته می‌شدند که به معنی «کسانی که زمین را با سکونت‌های پراکنده پر کرده‌اند» است. این نام در برخی منابع به صرب‌ها نسبت داده شده است.

این نظریه‌ها هر کدام بر اساس شواهد مختلف و تفسیرهای متفاوت از تاریخ و منابع قدیمی بنا شده‌اند.